# Treze Cascaes
Treze cascaes é um livro de contos, publicado em 2008 para homenagear o professor Franklin Cascaes no centenário de seu nascimento. 

## Organização da obra
Coletânea de 13 escritores de Santa Catarina, abordando a magia da cultura açoriana, tema que sempre interessou o pesquisador Franklin Cascaes, que durante mais de 30 anos trabalhou para registrar manifestações culturais que estavam desaparecendo da Ilha de Santa Catarina. O tema dos contos envolve histórias míticas em torno de bruxas, herança cultural açoriana.
A obra que pertence à literatura contemporânea de Santa Catarina e tem seus contos recriados em cima das histórias de "seo Frankolino" (como Cascaes era conhecido na cidade) foi compilado nesse livro por iniciativa de Flávio José Cardoso e Salim Miguel visando além de homenagear o homem de grande importância cultural, também resgatar a cultura e lendas do povo catarinense.

## Os autores e seus contos
- Adolfo Boos Junior - O presépio [3]
- Amilcar Neves - Uma noite de profunda insônia solitária
- Eglê Malheiros - História praiana
- Fábio Brüggermann - O "Minha Querida"
- Flávio José Cardozo - Dois bandolins
- Jair Francisco Hamms - Branco assim da cor da lua
- Júlio de Queiroz - O abençoado
- Maria de Lourdes Krieger - Ao entardecer
- Olsen Junior - O diário da virgem desaparecida
- Péricles Prade - Talvez a primeira e a última carta
- Raul Caldas Filho - Noites de encantamento
- Salim Miguel - Mistério no Miramar
- Silveira de Souza  - O folheto